# 조선 총잡이
《조선 총잡이》는 2014년 6월 25일부터 2014년 9월 4일까지 방영된 KBS 수목 미니시리즈이다. 2010년 대한민국 스토리 공모대전 우수상을 수상한 작품을 원작으로 하고 있으며, 한국콘텐츠진흥원에 의해 북미와 유럽, 일본 등 동아시아 국가를 비롯한 전 세계 30여개 국에서 소개된 작품이다.
본 드라마는 조선의 마지막 칼잡이가 총잡이로 거듭나 민중의 영웅이 돼 가는 과정을 그리기 위해서, 편당 5억원규모의 막대한 제작비가 들어간 대작 드라마이다. 당초 20부작 특별기획 드라마로 가닥을 잡았다가, 제작진은 2014년 8월 5일 기자 간단회에서 “박윤강이 개인적인 복수에 그치지 않고 민중의 영웅으로 거듭나기 위한 이야기가 많이 남아있다. 8회 분량이 부족할 정도다. 이러한 사항을 모두 고려해 연장을 결정했다”면서 2회가 추가 연장되어 22부작으로 확정되었다.

## 줄거리
칼을 버리고 총을 잡은 조선 제일 검의 아들 박윤강, 새로운 세상을 위해 역사의 파도 속에 몸을 던진 여인 정수인, 혁명을 꿈꾸는 영의정의 서자 김호경 그리고 재력으로 세상을 지배하려는 보부상단의 여접장 최혜원까지 격랑의 시대를 살았던 개화기 젊은이들의 엇갈린 운명을 담았다.

## 등장 인물

### 주요 인물
- 이준기 : 박윤강(朴潤剛) 역 (아역 서동현) - 조선 제일 검의 아들이라는 자부심이 강한 청년무사. 가명 하세가와 한조를 쓰고 있음.
- 남상미 : 정수인(鄭粹仁) 역 - 신세계를 가슴에 품은 여인
- 전혜빈 : 최혜원(崔慧媛) 역 - 보부상단의 수장인 최원신의 외동딸
- 한주완 : 김호경(金好敬) 역 - 영의정 김병제의 서자여서 고독한 혁명가
- 유오성 : 최원신(崔元信) 역 - 보부상단의 수장, 혜원의 아버지, 수호계의 수장 김좌영의 뜻에 따르는 조선 최고의 저격수

### 박윤강의 주변 인물
- 이동휘 : 한정훈(漢定勳) 역 - 윤강의 친구, 좌포청 포교
- 최철호 : 문일도(文一度) 역 - 박진한의 우직하고 충성심 강한 부관
- 김현수 : 연하(聯荷) 역 - 윤강의 동생
- 최재성 : 박진한 역 - 윤강 부 (특별출연)
- 최지나 : 윤강 모 역 (특별출연)
- 최재환 : 상추 역 - 일본에서 만난 윤강의 수하
- 오타니 료헤이 : 가네마루 역 - 윤강을 따르는 야마모토 상단의 일원
- 김가은 : 제미 역

### 정수인의 주변 인물
- 엄효섭 : 정회령 역 - 수인의 아버지
- 김예령 : 김씨 부인 역 - 수인의 어머니
- 안지현 : 잔이 역 - 수인의 몸종
- 남명렬 : 현암 역 - 수인의 스승이자 개화파의 거두
- 김정학 : 오경 역 - 고종이 궁으로 불러들이고자 했던 개화파 선비

### 최원신 주변 인물
- 강성진 : 김무덕 역 (특별출연)
- 박재민 : 종태 역 (특별출연)
- 진성 : 성길 역 - 세상에 드러나지 않은 최원신의 총잡이. 늘 최원신을 그림자처럼 수행함.
- 정근 : 손택수 역 - 박진한을 역적으로 몰았던 무위소 내부의 첩자

### 수호계
- 최종원 : 김좌영 역 - 오랜 세월 세도정치로 조선을 이끌어 온 안동 김씨 가문의 거두
- 안석환 : 김병제 역 - 좌영이 궁에 심은 대신들의 수장 격인 우의정이자 호경의 아버지

### 그 외 인물
- 이민우 : 고종 역 - 적극적으로 개화를 추진하며 새로운 조선을 꿈꾸는 조선의 왕
- 하지은 : 중전 민씨 역 - 조선의 근대화를 위해 분투하던 고종의 아내
- 윤희석 : 김옥균 역
- 윤승원 : 흥선대원군 역 (특별출연)
- 염동헌 : 우상대감 역 - 수호계의 일원
- 전헌태 : 정 대감 역 - 공조판서, 수호계의 일원
- 김경룡 : 송 대감 역 - 형조판서, 수호계의 일원
- 오민석 : 민영익 역
- 정동규 : 영상대감 역 - 개화파 일원
- 이윤상 : 대감 역 - 개화파 일원
- 요시무라 켄이치 : 진짜 하세가와 한조 역
- 서동원 : 화약 기술자 역
- 박영수 : 책방 상인 역
- 윤영목 : 지구관청 역
- 김시현
- 임인환
- 한그림 : 기생 역
- 문수진
- 김민경
- 김혜원
- 김태윤
- 김용연
- 김태겸 : 부관 역
- 최창국
- 장인섭 : 선비 역
- 신준영 : 도적 역
- 안수호 : 종태를 아는 남자 역
- 리민 : 백성 역
- 신태현
- 이창 : 전 금부도사 역
- 한갑수
- 최교식 : 뱃사공 역
- 배수백
- 권기주 : 수의를 파는 상인 역
- 최명진
- 최윤빈
- 박주용
- 장대지
- 정원태
- 윤병희 : 상인 역
- 봉승호 : 포교 역
- 권오경
- 송인경
- 박국선 : 매향 역 - 기생
- 변선호
- 이웅희
- 정나린
- 이병철
- 신동력
- 홍기준 : 최원신의 수하 역
- 최지호
- 박찬우
- 원현준
- 윤종원 : 칠포수 역
- 김영환
- 박성균 : 한조를 만나러 온 남자 역
- 김효명 : 군졸 역
- 문성복
- 박선영
- 박성택 : 노예를 파는 패거리 역
- 오기환
- 임서연
- 박예진
- 주동희 : 일본인 패거리 역
- 이현걸
- 유순철 : 노인 역
- 김난영 : 최원신의 집에서 집안일을 하는 여자 역
- 신우철
- 유옥주 : 송 대감 댁에서 집안일을 하는 여자 역
- 최남욱
- 장준호 : 포교 역
- 이웅희 : 포교 역
- 김예슬
- 오진하
- 서유정
- 송영학 : 금부도사 역
- 하수호 : 포교 역
- 허선행 : 상선 역
- 조현수
- 이예린
- 우윤정 : 춘옥 역 - 기생
- 조성희 : 의금부 도사 역
- 유재익 : 부관 역
- 한동규 : 조달수 역 - 박진한의 필적을 위조한 남자
- 진영범
- 최윤준
- 안영미
- 김문진
- 김봉성 : 노비 역
- 강동엽 : 별기군 부대원 역
- 김세준
- 길금성 : 구식군대 부대원 역
- 이찬희 : 구식군대 부대원 역
- 조부현 : 구식군대 부대원 역
- 신나라
- 차영찬
- 이규섭 : 반란군 역
- 박건락
- ? : 민영위 역
- 김상일
- 신주호
- 지승현 : 박영효 역 - 공주의 부마
- 이우진 : 망나니 역
- 유병선
- 이중렬 : 탄광촌 일꾼 역
- 민준현 : 의원 역
- 송지호 : 나카무라 역 - 야마모토의 부하
- 함진성 : 야마모토의 부하 역
- 김인우 : 일본 공사 역
- 김대흥 : 통역관 역
- 박상봉 : 통역관 역
- 이선영
- 김용진
- 조현진 : 궁녀 역
- 이태영
- 김태훈
- 최승윤
- 홍서준
- 김지훈
- 임수진
- 신태건
- 김재철
- 오기영
- 이성주 : 상선 역
- 송하림
- 하욱진
- 이준희
- 박귀순 : 스님 역
- 고인범 : 조병갑 역 - 고부군수
- 지성근
- 손세빈 : 명월 역 - 기생

### 아역
- 나규민 : 오경의 서찰을 전해주는 아이 역
- 임서연 : 노비 역
- 박예진 : 노비 역
- 라윤찬 : 동이 역
- 박민수 : 제미의 아들 역

### 특별출연
- 김응수 : 야마모토 신지(산원면장,山元麺蔵) 역 (17~19회)

## OST
| #  | 제목                    | 아티스트     | 재생 시간 |
| -- | ----------------------- | ------------ | --------- |
| 1. | 〈달픈〉                | 버블시스터즈 | 3:54      |
| 2. | 〈돌 틈 꽃〉            | 알리         | 4:32      |
| 3. | 〈아파도 그대죠〉       | 미스티       | 4:17      |
| 4. | 〈기다리라 해요〉       | 임창정       | 4:15      |
| 5. | 〈내 맘을 아나요〉      | 아이비       | 3:33      |
| 6. | 〈무한지애 (無限之愛)〉 | 조장혁       | 4:25      |
| 7. | 〈눈물을 닮아〉         | The Ray      | 4:10      |
| 8. | 〈언제쯤 그칠까요〉     | 양선미       | 4:04      |
| 9. | 〈행복합니다〉          | 팀버         | 4:36      |

| #   | 제목                         | 아티스트        | 재생 시간 |
| --- | ---------------------------- | --------------- | --------- |
| 1.  | 〈義 - 흑랑 (黑狼)〉         | Various Artists |           |
| 2.  | 〈雄 - Hero (Title)〉        | Various Artists |           |
| 3.  | 〈鬪 - 혈투 (血鬪)〉         | Various Artists |           |
| 4.  | 〈命 - Croce〉               | Various Artists |           |
| 5.  | 〈慈 - Salvami l'anima Mia〉 | Various Artists |           |
| 6.  | 〈心 - 그대 머무는 곳에〉    | Various Artists |           |
| 7.  | 〈連 - 다홍치마〉            | Various Artists |           |
| 8.  | 〈相 - 동동 (動動)〉         | Various Artists |           |
| 9.  | 〈安 - 태평가 (太平歌)〉     | Various Artists |           |
| 10. | 〈哀 - 이 비가 그치면〉      | Various Artists |           |
| 11. | 〈殘 - 붉은 달 (赤月)〉      | Various Artists |           |
| 12. | 〈覺 - 폭풍 속으로〉         | Various Artists |           |
| 13. | 〈忍 - 바람이라면〉          | Various Artists |           |
| 14. | 〈孤 - 이제 어디로〉         | Various Artists |           |
| 15. | 〈憬 - 단 하루만〉           | Various Artists |           |
| 16. | 〈希 - 희망가 (希望歌)〉     | Various Artists |           |

## 시청률
최저 시청률과 최고 시청률은 시청률 조사회사와 지역별로 시청률에 차이가 있을 수 있습니다.
| 2014년      | 2014년      | 2014년         | 2014년       | 2014년         | 2014년       |
| 회차        | 방송일      | TNmS 시청률    | TNmS 시청률  | AGB 시청률     | AGB 시청률   |
| 회차        | 방송일      | 대한민국(전국) | 서울(수도권) | 대한민국(전국) | 서울(수도권) |
| ----------- | ----------- | -------------- | ------------ | -------------- | ------------ |
| 제1회       | 6월 25일    | 8.9%           | 9.1%         | 8.4%           | 8.8%         |
| 제2회       | 6월 26일    | 6.6%           | 8.2%         | 8.0%           | 8.6%         |
| 제3회       | 7월 2일     | 8.3%           | 8.6%         | 8.0%           | 8.3%         |
| 제4회       | 7월 3일     | 8.0%           | 8.7%         | 8.7%           | 9.4%         |
| 제5회       | 7월 9일     | 8.5%           | 8.7%         | 9.9%           | 9.6%         |
| 제6회       | 7월 10일    | 8.9%           | 9.9%         | 10.5%          | 10.6%        |
| 제7회       | 7월 16일    | 8.3%           | 8.8%         | 10.2%          | 11.1%        |
| 제8회       | 7월 17일    | 8.3%           | 8.8%         | 10.6%          | 12.1%        |
| 제9회       | 7월 23일    | 9.3%           | 10.3%        | 11.6%          | 12.4%        |
| 제10회      | 7월 24일    | 10.7%          | 11.7%        | 11.9%          | 12.2%        |
| 제11회      | 7월 30일    | 9.5%           | 10.6%        | 11.2%          | 12.1%        |
| 제12회      | 7월 31일    | 9.4%           | 11.2%        | 11.7%          | 12.8%        |
| 제13회      | 8월 6일     | 9.9%           | 10.3%        | 10.5%          | 11.5%        |
| 제14회      | 8월 7일     | 9.6%           | 10.3%        | 12.2%          | 13.1%        |
| 제15회      | 8월 13일    | 10.1%          | 10.6%        | 11.1%          | 11.3%        |
| 제16회      | 8월 14일    | 10.0%          | 10.4%        | 11.0%          | 10.7%        |
| 제17회      | 8월 20일    | 9.4%           | 9.4%         | 11.1%          | 11.4%        |
| 제18회      | 8월 21일    | 10.0%          | 10.7%        | 11.7%          | 11.9%        |
| 제19회      | 8월 27일    | 8.8%           | 9.8%         | 10.8%          | 11.7%        |
| 제20회      | 8월 28일    | 9.0%           | 9.4%         | 11.5%          | 12.5%        |
| 제21회      | 9월 3일     | 9.1%           | 9.2%         | 11.8%          | 12.0%        |
| 제22회      | 9월 4일     | 9.8%           | 10.5%        | 12.8%          | 13.0%        |
| 평균 시청률 | 평균 시청률 | 9.1%           | 9.8%         | 10.7%          | 11.2%        |

## 수상 경력
- 2014년 제7회 코리아 드라마 어워즈 글로벌 배우상 오타니 료헤이
- 2014년 KBS 연기대상 베스트 커플상 이준기, 남상미
- 2014년 KBS 연기대상 중편드라마 부문 남자 우수 연기상 이준기
- 2014년 KBS 연기대상 중편드라마 부문 여자 우수 연기상 남상미
- 2015년 제48회 휴스턴 국제 영화제 TV 미니시리즈 부문 금상 수상
- 2015년 제10회 서울 드라마 어워즈 한류드라마 우수 작품상
- 2015년 제10회 서울 드라마 어워즈 한류드라마 남자배우상 이준기

## 역사 왜곡 논란
1. 흥선 대원군에 대한 왜곡
흥선 대원군은 외세에 맞서 문을 걸어 잠그는 쇄국정책을 펼쳤지만 국제 정세와 서양 신식 문물의 위력을 모를 정도의 무지한 위인은 아니었다. 흥선 대원군의 쇄국정치는 민족주의적 정치를 펼치기 위한 밑거름이었을 뿐이었다.
2. 총기 모델
극 중에서 방송된 총기 모델과 관련한 논란
3. 민씨 일가
당시 편성 기획을 담당하고 있는 황의경 팀장의 인터뷰에서, "16회에서 임오군란이 발발하게 된 원인을 두고 부정부패의 주범이었던 민씨 일가를 선한 편에 선 것처럼 그렸다는 점에 착안하여, 역사적 사실과는 전혀 다른 극적 요소 만을 골라서 허구적인 상상력을 바탕으로 창작한 것이다"라고 해명했다.
4. 임오군란에 대한 역사적 왜곡

## 같이 보기
- MBC 수목드라마 《개와 늑대의 시간》
- SBS 수목드라마 《일지매》

## 동시간대 드라마
MBC 수목드라마
- 《개과천선》
- 《운명처럼 널 사랑해》

SBS 수목드라마
- 《너희들은 포위됐다》
- 《괜찮아, 사랑이야》